# Platygaster caulicola
Platygaster caulicola är en stekelart som beskrevs av Jean-Jacques Kieffer och Jörgensen 1910. Platygaster caulicola ingår i släktet Platygaster och familjen gallmyggesteklar. Inga underarter finns listade i Catalogue of Life.